# SAS Group
SAS Group – szwedzki koncern lotniczy, założony w 1946 roku.
Skupia następujących przewoźników:
- Air Baltic
- Air Greenland
- Blue1
- Estonian Air
- Scandinavian Airlines
- SAS Norge
- Spanair
- Widerøe

Oprócz tego spółki - córki:
- SAS Business Opportunities
- SAS Cargo Group
- SAS Ground Handling
- SAS Technical Services